# Comté de Vaudreuil
Pour les articles homonymes, voir Vaudreuil.
Le comté de Vaudreuil était un comté municipal du Québec ayant existé entre 1855 et 1982,. Le territoire qu'il couvrait est aujourd'hui compris dans la région de la Montérégie et correspond à une partie de l'actuelle municipalité régionale de comté (MRC) de Vaudreuil-Soulanges. Son chef-lieu était la municipalité de Vaudreuil.

## Municipalités situées dans le comté
| Nom                        | Origine et évolution durant l'existence du comté                                                                                    | Changements survenus après la disparation du comté           | Références |
| -------------------------- | --- | ------------------------------------------------------------ | ---------- |
| Como-Est                   | détaché de Como en 1918; fusionné à Hudson en 1969                                                                                  |                                                              | [ 4 ]      |
| Coteau-du-Lac              | détaché de Saint-Ignace-de-Coteau-du-Lac en 1907; fusionné à Hudson en 1969                                                         |                                                              | [ 5 ]      |
| Hudson                     | détaché de Hudson en 1925 sous le nom de McNaughton; renommé Hudson en 1926                                                         |                                                              | [ 6 ]      |
| Hudson Heights             | détaché de Vaudreuil en 1877 sous le nom de Como; renommé Hudson en 1921; renommé Hudson Heights en 1926; fusionné à Hudson en 1969 |                                                              | [ 7 ]      |
| Dorion                     | détaché de Vaudreuil en 1891 | regroupé avec Vaudreuil en 1994 pour former Vaudreuil-Dorion | [ 8 ]      |
| Île-Cadieux                | détaché de Vaudreuil en 1922 | renommé L'Île-Cadieux en 1987                                | [ 9 ]      |
| L'Île-Perrot               | créé en 1855 sous le nom de Sainte-Jeanne-de-Chantal-de-l'Isle-Perrot; renommé L'Ile-Perrot en 1946                                 |                                                              | [ 10 ]     |
| Notre-Dame-de-l'Île-Perrot | détaché de L'Île-Perrot en 1949 |                                                              | [ 10 ]     |
| Pincourt                   | détaché de L'Île-Perrot en 1950 |                                                              | [ 10 ]     |
| Pointe-du-Moulin           | détaché de Notre-Dame-de-l'Île-Perrot en 1958                                                                                       | fusionné à Notre-Dame-de-l'Île-Perrot en 1984                | [ 10 ]     |
| Pointe-Fortune             | détaché de Rigaud en 1881 |                                                              | [ 11 ]     |
| Rigaud                     | détaché de Sainte-Madeleine-de-Rigaud en 1881                                                                                       |                                                              | [ 12 ]     |
| Sainte-Justine-de-Newton   | créé en 1855 |                                                              | [ 13 ]     |
| Sainte-Madeleine-de-Rigaud | créé en 1855 | fusionné à Rigaud en 1995                                    | ,          |
| Sainte-Marthe              | créé en 1855; la municipalité de village s'en détache en 1928; les deux sont réunies à nouveau en 1980                              |                                                              | [ 15 ]     |
| Saint-Lazare               | détaché de Vaudreuil en 1875 |                                                              | [ 16 ]     |
| Saint-Michel-de-Vaudreuil  | créé en 1850, avant la création du comté; regroupé avec Vaudreuil en 1963                                                           |                                                              | ,          |
| Terrasse-Vaudreuil         | détaché de Notre-Dame-de-l'Île-Perrot en 1952                                                                                       |                                                              | [ 10 ]     |
| Très-Saint-Rédempteur      | détaché de Sainte-Marthe et de Sainte-Madeleine-de-Rigaud en 1880                                                                   |                                                              | [ 19 ]     |
| Vaudreuil                  | créé en 1855 | regroupé avec Dorion en 1994 pour former Vaudreuil-Dorion    | ,          |
| Vaudreuil-sur-le-Lac       | détaché de Vaudreuil en 1920 sous le nom de Belle-Plage; renommé Vaudreuil-sur-le-Lac en 1960                                       |                                                              | [ 22 ]     |

## Formation
Le comté de Vaudreuil comprenait lors de sa formation les paroisses de Sainte-Jeanne de l'Île Perrot, de Saint-Michel de Vaudreuil, de Sainte-Madeleine de Rigaud, de Sainte-Marthe, de Très-Saint-Rédempteur et de Sainte-Justine de Newton, ainsi que le canton de Newton.

## Préfets
- 1899 - Elzéar Sabourin (Sainte-Madeleine-de-Rigaud)
- 1926-1927 - Elzéar Sabourin (Sainte-Madeleine-de-Rigaud)
- 1934 - Dionel Bellemare (Vaudreuil)